# Nomad songs
Nomad songs is een studioalbum van Stephan Micus. Het album werd in juni 2015 uitgegeven door ECM Records nadat Micus er twee à drie jaar aan had gewerkt in zijn eigen MCM geluidsstudio. In tegenstelling tot de meerderheid van de ECM-albums, die door Manfred Eicher worden geproduceerd, treedt Micus vaak zelf op als muziekproducent, zo ook hier. Zoals gebruikelijk binnen het oeuvre van Micus introduceerde hij bij dit album weer twee exotische muziekinstrumenten, te weten de genbri (een Marokkaanse luit) en de ndingo, een duimpiano in de categorie lamellofoon uit Botswana. Hij schreef er zelf nieuwe muziek voor en nam die op.  

## Muziek
Micus is de enige uitvoerende op het album dat ingedeeld is als een suite uit elf delen. Het gebruikte instrumentarium wordt tussen haakjes vermeld.

| Nr. | Titel                                                                                   | Duur |
| --- | --------------------------------------------------------------------------------------- | ---- |
| 1.  | Part 1: Everywhere, nowhere (ndingo, genbri)                                            | 4:40 |
| 2.  | Part 2: Leila (steel-string gitaar, suling)                                             | 5:27 |
| 3.  | Part 3: The promise (genbri, stem, ney, rewab, rabab)                                   | 8:19 |
| 4.  | Part 4: The stars (twaalfsnarige gitaar)                                                | 2:47 |
| 5.  | Part 5: The spring (ndingo, genbri)                                                     | 2:53 |
| 6.  | Part 6: The blessing (stem)                                                             | 4:30 |
| 7.  | Part 7: The feast (2 veertiensnarige gitaren, steel-string gitaar en ney)               | 5:04 |
| 8.  | Part 8: Laughing at thunder (genbri’s)                                                  | 4:21 |
| 9.  | Part 9: Sea of grass (2 tin whistles)                                                   | 5:01 |
| 10. | Part 10: The dance (twaalfsnarige gitaar, rewab, rabab, genbri, 2 steel-string gitaren) | 6:12 |
| 11. | Part 11: Under the chinar trees (3 ndingo, shakuhachi, stem)                            | 6:42 |